# Conseil de préfecture
Les conseils de préfecture étaient des organes juridictionnels administratifs mis en place en France par la loi du 28 pluviôse an VIII (17 février 1800). Ils furent proposés par Pierre-Louis Roederer : 
« Remettre le contentieux de l'administration à un conseil de préfecture a paru nécessaire pour garantir aux personnes intéressées qu'elles ne seront pas jugées sur des rapports et des avis de bureaux, pour donner à la propriété des juges accoutumés au ministère de la justice, à ses règles et à ses formes ; pour donner tout à la fois à l’intérêt particulier et à l’intérêt public la sûreté qu’on ne peut attendre d’un jugement porté par un seul homme. » 
Ils sont institués dans un cadre interdépartemental par les décrets-lois des 6 et 26 septembre 1926, puis supprimés en 1953.

## Compétences
Relevaient de leur compétence :
- le contentieux des contributions directes ;
- les litiges touchant aux marchés publics ;
- les réclamations de particuliers contre des entrepreneurs de travaux publics à l'occasion de ces derniers ;
- les autorisations de plaider ;
- le contentieux des biens nationaux.

Dans les années 1930, leur compétence est élargie à certains contentieux des collectivités locales (1934) et aux contrats d'occupation du domaine public (1937).

## Composition
Le conseil de préfecture était présidé par le préfet. Celui-ci était assisté de conseillers (révocables par le chef de l'État), du secrétaire général de la préfecture (commissaire du gouvernement) et d'un secrétaire-greffier. Si le préfet était de jure président du Conseil, dans les faits un vice-président, pris parmi les conseillers, était nommé chaque année.

## Réforme de 1926 et suppression
Les conseils de préfecture ont été supprimés par les décrets-lois des 6 et 26 septembre 1926, qui leur ont substitué vingt-deux conseils de préfecture interdépartementaux (Besançon, Bordeaux, Caen, Châlons-sur-Marne, Clermont-Ferrand, Dijon, Grenoble, Lille, Limoges, Lyon, Marseille, Montpellier, Nancy, Nantes, Nice, Orléans, Pau, Poitiers, Rennes, Rouen, Toulouse et Versailles). Le conseil de préfecture de la Seine conserve sa circonscription et son organisation antérieures.
Les conseils de préfecture de la France métropolitaine, de l'Algérie et des départements d'Outre-Mer, ainsi que le tribunal administratif d'Alsace et de Lorraine, ont été transformés par le décret no 53-934 du 30 septembre 1953 et sont devenus les tribunaux administratifs, juge administratif de droit commun.

## Dans la littérature
Dans Madame Bovary, Gustave Flaubert met en scène le discours aux accents grotesques du conseiller de préfecture Lieuvain aux comices agricoles d’Yonville.